# 空気系
空気系（くうきけい）若しくは日常系（にちじょうけい）とは、2000年代中頃以降に見られる特定のアニメ作品群。登場人物、とりわけ若い女性キャラクター達の会話を軸に、大きな事件や出来事を伴わない何気ない日常を淡々と描写している点が特徴とされる。
2006年頃からインターネット上で使われ始めた用語である。発祥元はブログとされ、その作品世界での「空気」を描いていることから空気系といわれる。
後述の通り「空気系」と「日常系」の区別は明確にされておらず、本項では特に両者の区別はしないものとする。海外では特にCGDCT（Cute Girls Doing Cute Things：かわいい女の子たちがかわいいことをする）と言われる。

## ジャンルへの論評
「空気系」「日常系」は、主にアニメと漫画を対象とした言葉で「若い女の子たちのまったりとした日常を延々と描くタイプの作品」とまとめられるが、下記のように明確な定義は示されずに、解釈や論評が行われている。
セカイ系の解説書である前島賢の『セカイ系とは何か』で、空気系（ないし日常系）と呼ばれる作品についても言及している。「萌え4コマ」と呼ばれる作品の例として『らき☆すた』、『けいおん!』、さらに同ジャンルのヒット作『あずまんが大王』を挙げて論評している。『らき☆すた』と『けいおん!』は、セカイ系作品のヒット作『涼宮ハルヒの憂鬱』を手掛けた京都アニメーションによってそれぞれ2007年と2009年にアニメ化されている。4コマ漫画を原作とするそれらの作品には明確な物語が無く、セカイ系に見られるような男性キャラクターが少ないことが特徴とされる。こうした作品が4コマ漫画以外にも広がり、ライトノベル『生徒会の一存』などのヒットに繋がったと述べている。
ミステリー作家の小森健太朗は、「二〇一一年テレビアニメ作品とミステリの並行関係」と題した文章の中で、『あずまんが大王』『苺ましまろ』『ひだまりスケッチ』『みなみけ』『らき☆すた』『Aチャンネル』『ゆるゆり』『けいおん!』を空気系作品の例として挙げ、より多くの作品に目を向けた評論を行った。未成年の女子を中心としていることなど、おおまかに5種類の共通性を述べたうえで、これらの特徴を恋愛・目標・進学といった時間を感じさせる要素がないことにまとめ、「時間の排除」と表現した。小森は、物語が卒業によって終了する作品の存在にも触れ、大学進学以降も続いた『けいおん!』『らき☆すた』の原作については作風が空気系から変化していると評価した。
評論家の宇野常寛も著書『ゼロ年代の想像力』（2008年）など複数の文章で空気系（日常系）について論じている。宇野は北田暁大の「つながりの社会性」という言葉を用いて、コミュニケーションそれ自体が自己目的化した物語形式を規定し、その代表として日本映画『ウォーターボーイズ』（2001年）のヒットに始まる青春作品群（特に矢口史靖監督・アルタミラピクチャーズ制作のもの）を挙げた。宇野はこれらの作品について、（広義の）部活動を題材としながら、競技成績などの成果ではなく「青春」それ自体を目的化して描いているものと分析している。この論を踏まえ、『らき☆すた』等の「空気系」と呼ばれる萌え4コマの作品群についても、恋愛等の物語的な要素を忌避し、美少女キャラクターのコミュニケーションそのものを描くという点において、前出の実写作品と同じ物語形式のものとした。そしてこれらを90年代末に支持されたセカイ系に対するゼロ年代の後継であると評価した。宇野はのちにアニメ・漫画と前出の実写作品はそれぞれ相互に影響がないものとしながらも、「空気系」の対象を広げ、前出の日本映画・ドラマ作品もまとめて空気系として紹介している。
一方で、宇野は漫画、アニメの「空気系」作品と実写作品との違いとして、前者は男性キャラクターが排除されている（ホモソーシャルである）ことに着目し、「萌え」という事実上のポルノグラフィ要素が付加されていると指摘した。『らき☆すた』の時点で脱物語という可能性を評価しながらも、「男性ユーザーの所有欲」が保証される範囲のものでしかない、「萌え」サプリメント、との言及もしていた。
なお宇野は「空気系に物語がない」という言説について、この場合の「物語」とは狭義のものであり、自己目的化されたコミュニケーションを愛して狭義の物語性を決定的に排除するという態度は、一見すると物語性がないようでありつつもイデオロギッシュな物語とも言える、とも述べている。
上記のように実写作品も対象として挙げる批評家がいるほか、動物を登場キャラクターとした漫画『ぼのぼの』のような作品を空気系としているものもある。
空気系というジャンル分類において、「物語性の排除」を強調してきたことに対しては異論もある。空気系は物語性を持たず登場人物の成長や時間変化が描かれない作品であり、女の子のキャラクターをコンテンツとして消費することに特化した作品と分析する『“日常系アニメ”ヒットの法則』といった一般書籍や宇野常寛、東浩紀らの解釈に対し、日本文学研究者の広瀬正浩や禧美智章は、空気系の代表作とされてきた『けいおん!』を例にとり、同作は物語を持たないのではなく、既存の作劇法に当てはまらない表現構成によって登場人物の成長や人間関係の広がりが描かれているとの分析を示し、空気系というジャンル規定そのものに疑問を呈した。
『まんがタイムきらら』編集長の小林宏之は同誌で連載するのは「魅力的な女の子の軽妙な日常」で、読者の日常との何らかの繋がりができたとき、キャラや物語にリアリティや魅力を感じさせる真の日常系となり、それは様々だがその1つは学校を舞台にして多くの人が体験する生活を丁寧に描写することで受け手の共感が得られるのを接点として読者の興味や理想を具現化するという。読者の男女比は9:1程度で、『ひだまりスケッチ』『ドージンワーク』でかろうじて8:2程度である。創刊当初は20代後半から30代が読者層での中心で、「同じ萌え系と括られるものでも、10代とかもっと若い人はライトノベルのような物語的な方向に行く。つまり、年齢が上がると、とにかく何も起こらない話の方がいいらしい」という。

## 代表的作品

### 1990年代以前
空気系・日常系の作品として、1999年に連載が開始され大ヒットしたあずまきよひこの4コマ漫画作品『あずまんが大王』を挙げる文献が多い。同作は、後年のヒット作である『らき☆すた』や『けいおん!』につながる作品として、空気系を完成させたもの、空気系の礎と述べられ、初期の重要な作品とみなされている。
これより前の作品として、前島賢は『To Heart』をはじめとする、日常のやり取りに重点を置いた1990年代後半以降の（成人向け）美少女ゲームを、空気系作品につながるものとして紹介している。
小森健太朗は空気系作品が無時間的であることについて、8年超の連載期間を通じて主人公の高校2年生時を繰り返し描いた『うる星やつら』がハーレムものの原型であると同時に空気系の原型でもある可能性を指摘する。宇野常寛も空気系は高橋留美子と同様の方向性を男性ユーザー向けに最適化したものとして関連付けて述べているが、『あずまんが大王』が『うる星やつら』のような時間描写のループを用いず自然な時間経過で描かれている点を対比させている。

### 2000年代
芳文社の4コマ漫画雑誌『まんがタイム』の姉妹誌として、オタク系の男性読者が好む女性キャラクターを4コマ漫画に取り入れた「萌え4コマ漫画」を専門に扱う『まんがタイムきらら』が2002年に創刊、その後の10年間で同種の作品形態は人気を拡大し、漫画市場における1つのジャンルとして定着していった。そして後年、それら萌え4コマ漫画のアニメ化が空気系ブームの流れへと繋がってゆく。
2003年から連載の始まった谷川流のライトノベルシリーズ『涼宮ハルヒシリーズ』はセカイ系の作品例として挙げられることが多いが、評論家の宇野常寛は空気系としての性質も合わせ持った作風と評価し、2006年に『涼宮ハルヒの憂鬱』として京都アニメーションによってアニメ化された際には空気系のテイストが強調されたと述べている。その後、京都アニメーションは『らき☆すた』『けいおん!』といった空気系作品のアニメ化を積極的に行った。
ゼロ年代後半は、空気系が一種のブームとなった。
2007年より蒼樹うめ原作『ひだまりスケッチ』のテレビアニメ放送が開始され、テレビシリーズ4期、特別編2作品にわたる人気作となった。
初期のテレビシリーズでは、パースを潰した平面的デザインの背景画など、シャフト制作作品で新房昭之監督が従来から多用している映像的特徴が顕著だったが、これについて新房は、本作の作風に関しては映像の独自性よりも4コマ漫画のテイストをアニメ表現として試行錯誤した結果であると述べている。また、新房は劇中で事件らしい事件が起こらないのにヒットした『ARIA The ANIMATION』に衝撃を受けたと語っており、「『物語の中で何も事件がおきない』タイプの作品」である『ひだまりスケッチ』もその影響があるという。
同年、美水かがみ原作の『らき☆すた』が京都アニメーションによりテレビアニメ化。黒瀬陽平は同作について、セカイ系の流行が過ぎ去って「物語の語りにくさ」が指摘される中で、物語を持たない作品の二次創作が行われ、魅力的なキャラクターの人気によって支持を得たと述べている。『涼宮ハルヒの憂鬱』や『らき☆すた』の制作に関わった山本寛は2009年時の発言で、（『らき☆すた』のような）ネタ消費型アニメはその場しのぎのものと考えていて、今後は「物語の復権」の方法を模索する方向を目指したいと述べた。この作品のヒットをきっかけに、空気系の作風はライトノベルの分野に伝播し、作品舞台を学校の生徒会室の内部のみにほぼ限定した葵せきなの『生徒会の一存』といった作品が登場した。
2009年には、空気系の代表的作品のひとつであるかきふらい原作の『けいおん!』がアニメ化、深夜帯の放送ながらシリーズ最高視聴率4.5%を記録し、関連商品を含む市場規模が150億円に達する大ヒット作品となった。
本作が初監督作品となる山田尚子をはじめ、シリーズ構成の吉田玲子、キャラクターデザインの堀口悠紀子など中心スタッフを女性で固めた。過度なセックスアピールを排したことで、性別や世代を問わず幅広い視聴層の支持を獲得したという見解もある。
アニメ評論家の小黒祐一郎は、ネガティブなドラマの排除と高度なリアリティ表現を両立している点が同作の特徴であり、劇中のキャラクター描写を通じて高校生の放課後を追体験するような視聴感覚が作品の魅力であると評した。
ドラマチックなカタルシスなどを前提としたドラマツルギーを廃し、青春ものとしてごく普通のありふれた高校生活の描写に主眼を置いた作風に対して、シリーズ開始当初は「ドラマがない」とする批評も多かった。
アニメ評論家の氷川竜介は、同作がヒットした理由として、コンフリクトの不在、男性キャラクターの排除が徹底的であった点を挙げた。
他方、TBSのプロデューサーとして『けいおん!』シリーズなどのアニメ作品を手がける中山佳久は、同作が現実同様の学校生活の営みを描いた成長譚であると述べ、物語の希薄さを指摘する批評に対して「作品を短絡的に見ているだけなのではないか」と反論している。
黒瀬陽平はこの作品を空気系の到達点であると評したが、
広瀬は同作を空気系の先入観によってカテゴリ化することに否定的な見解を示した。
漫画評論家の藤本由香里は、広瀬の主張を受け、同作の緻密な演出や描写の密度はゆるい日常系アニメのステレオタイプとは一線を画していると述べた。朝日新聞記者の小原篤は、男性登場人物の少ない本作が性別を問わず人気を得た理由として、類型化されたアニメ的な美少女キャラクターとは異なる女性からみた女の子のかわいらしさが描写されていることに加え、男女それぞれの立場で恋愛の煩わしさを敬遠する社会の風潮が背景にあると指摘している。

### 2010年代
2010年代の人気については、沈静化した、定着化した、日常系の要素を持った別ジャンルへ移行した、などの意見がみられる。
2011年に発生した東日本大震災の影響について、宇野常寛は、悲惨な災害の反動から短期的には空気系の流行が続くだろうとの予測を示した。
一方、社会学者の宮台真司は、2011年1月よりテレビ放送された『魔法少女まどか☆マギカ』が新たな人気の受け皿となった可能性があると述べ、気楽な日常ドラマが同震災後に支持を維持することは難しいと予想した。同作は『ひだまりスケッチ』の蒼樹うめと新房昭之が関わっているが作風は真逆で、従来の「魔法少女もの」の設定を逆用したといわれるハードな作風で大きな反響を呼び、第15回文化庁メディア芸術祭 、第11回東京アニメアワード 、第16回アニメーション神戸賞 、第43回星雲賞など多数の賞を受賞した。新海誠は、映画『星を追う子ども』の監督を手がけた際に、震災によって衣食住がままならない現実を差し置いてアニメという娯楽表現を作ること自体に思い悩んだ結果、困難なときに様々な作品が心の助けとなった自身の経験を思い返し、迷いを振り切ったと述べている。
一方2011年夏には、「百合」と呼ばれる女性同士の恋愛ものを扱う漫画雑誌『コミック百合姫』に連載中の漫画『ゆるゆり』がアニメ化、テレビ放映された。
アニメ愛好家のブログなどを通じて話題が拡散する形で徐々に人気が拡大、日常系の要素も備えた百合作品として百合ブームの端緒となった。
特に男性ファンの増加が顕著で、同作がアニメ化された2011年頃を機に、それまで女性ファン中心だった百合ジャンル全体における漫画読者層の男女比を逆転させた。
劇場アニメでは2011年12月に『映画けいおん!』が公開され、リアリティのある日常描写が幅広い層の支持を得た。
同年の第35回日本アカデミー賞にて優秀アニメーション作品賞を受賞、興行収入が19億円に達するなど商業的にも成功を収めた。映画というメディアの性質上、作品にスケール感を加味するという要請からロンドンを舞台としたエピソードが盛り込まれたが、放課後の部活動風景をはじめ些細な日常の中の青春譚を描くテレビシリーズの作風を踏襲し、「ファンタジーになることは避けた」と山田尚子監督は述べている。
中山佳久は空気系作品の長期的な動向について、日常の幸せをテーマとする作品は今後も支持されてゆくだろうと2011年時点の発言で述べている。
一方、文芸批評家の坂上秋成は、空気系が震災後すぐに廃れることはないとしつつも、大震災の影響や世界経済の不安定さから『魔法少女まどか☆マギカ』のようなストーリー性の強い作品の需要が高まってゆく可能性を示唆した。
宇野は、空気系が一過性のブームを経て長期的には定番ジャンルのひとつに収束してゆくとの見通しを示しつつ、この一連の空気系作品のブームは、虚構の中の日常が強靱で魅力的なことの証明でもあると指摘した。
2015年にさやわかは人気のピークは2000年代後半で次第に落ち着いていったと言い、オタク系コンテンツでは2010年代になると萌えタッチで描かれる『ラブライブ!』『ガールズ&パンツァー』のように学園舞台のスポ根要素を取り入れた作品が人気を得た。同年代には異世界を舞台とした作品（なろう系）が多数メディアミックス、これについて中西新太郎は「ほのぼのした日常が憧れだったが、現実の日常は窮屈になりすぎてもはやリアリティーがなくなった。異世界で冒険ではなくスローライフを送る作品が多く、ほのぼの日常を現実ではなく異世界に求めている」、津田彷徨は「異世界日記」とも呼ばれるなろう系は言い得て妙なるもので現実味を感じる程度の過剰すぎないギリギリの幸福が続き、ストーリーが緩やかに上昇していくことが読者を満足させる最適解の1つで、なろう系が日常系の延長線上にもあるとしている。
2010年代には『ご注文はうさぎですか?』『きんいろモザイク』『がっこうぐらし!』『NEW GAME!』『ゆるキャン△』とアニメ化が続き、きらら系列の作品のクロスオーバーゲーム『きららファンタジア』の存在のように、2019年時点では1ジャンルとして認識されたとの見方もある。多くは漫画やアニメを指していたが同年代には実写作品についても日常系との言及があり、漫画原作のテレビドラマ『女子高生の無駄づかい』『ゆるキャン△』『サ道』、それ以外では『架空OL日記』『セミオトコ』『俺の話は長い』『ひとりキャンプで食って寝る』などがあり、成馬零一はYouTubeで芸能人がキャンプする様子を淡々と見せたり生活を延々と見せる動画の人気から来ているとみている。成馬は『あさが来た』のヒットも『けいおん!』のように対立や不快な要素を排除して物語を後退させ、主人公の家族を中心とした登場人物たちの楽しいやりとりがなされ、その代表として田村宜のように彼女は将来についての葛藤はあっても物語を持っていないマスコット的な存在で、この人物ほど徹底されていれば余計な物語は不必要とも思えてくるが、同作が後の朝ドラに大きな影響を与えることも考えられ、物語性の後退を懸念した。『がっこうぐらし!』や2017年の『けものフレンズ』では、一見すると日常系だが、実はシリアスという手法が行われた。
芳文社ではもともと4コマ漫画に多様性を出そうとして創刊した『まんがタイムきらら』だったが、『ひだまりスケッチ』『けいおん!』『GA 芸術科アートデザインクラス』がアニメ化され、同誌のイメージが4、5人の女子高生の学園ものだと制作側が思っていた以上に強くなり、いつの間にか多様性のなさがシンボルとなったことで、それを打破するために2011年に『まんがタイムきららミラク』を創刊したものの、2017年に休刊した。

### 2020年代
新型コロナウイルス感染症の流行による新しい生活様式の中では少女たちとの密接な関係性を描いた作品が変化するのかとの問いに、小林宏之はきららのような人間関係が否定されたわけではなく、むしろ再認識した人も多いのではないかとしている。新型コロナを気にせず作ればいいとの考えもあるが藤津亮太は2021年に受け手が違和感を持つような日常系は難しくなるとの見方もあることに言及、藤津は新型コロナと関係のないファンタジー世界が舞台の日常系がアニメで増える可能性を指摘した。

## 他の作品類型との関係
セカイ系
さまざまな文献で空気系・日常系を「セカイ系」と対比した記述がみられる。
セカイ系というジャンルの定義については、評論家の前島賢は「セカイ系」はバズワード（明確な定義がない）であるとまとめており明確でないが、「セカイ系」が流行を終えてサブジャンルとして定着したものとする前島は、新しいオタク文化での想像力（ポスト・セカイ系）のひとつとして、空気系（日常系）も挙げた。
セカイ系の批判書として挙げられる宇野常寛の『ゼロ年代の想像力』は、『涼宮ハルヒの憂鬱』を（宇野の定義における）狭義のセカイ系の最終形態としながらも、ハルヒ自身の求めているものが宇宙人や未来人や超能力者ではなく「日常の中のロマン」「青春」であると指摘し、脱セカイ系の作品として評価した。宇野は本作を空気系の特徴を持った作品と位置付け、のちに同一スタッフがアニメ化を手掛けた『らき☆すた』も交えて、セカイ系から空気系への流れを解説した。宇野の論は実写の映像作品の分野における（『世界の中心で、愛をさけぶ』などの）純愛ブームからアルタミラピクチャーズらの青春映画へ移行していったことについて、オタク文化におけるセカイ系から空気系への移行と対応させている。
またセカイ系がポストモダン化の進行した現代社会の構造の比喩になっているのに対し、空気系はそのような社会の「肌感覚を上手に切り取ったもの」であるため根本的にアプローチの仕方が異なっているという。
『ライトノベル研究序説』では、セカイ系が主人公とヒロインが「引き裂かれる」ことにリアリティを見出すのに対し、日常系（空気系）は「引き裂かれることのない」日常空間にリアリティを見出すものとして対比している。
小森健太朗は、セカイ系を論じた評論集である『社会は存在しない』のタイトルを空気系に対比させ、時間的要素が排除されていることを「時間は存在しない」と表現した。
ループもの
物語がある一定の期間を反復するようなタイムトラベル系のSFジャンルであるが、日本のオタク文化では空気系の作風のような延々と繰り返される日常（宮台真司のいう「終わりなき日常」）の比喩として使用されている面がある。作家の桜坂洋によれば、終わりが規定された限定的な日常であるからこそ読者は安心して作品から「萌え」を享受できるのであり、この事象（作中の時間経過に対して読者が自覚的であること）自体は非萌え系作品でもみられるという。

日常の謎
推理小説のサブジャンルに、日常生活の中にあるちょっとした謎を解く過程を描く「日常の謎」と呼ばれるジャンルがあるが、小森健太朗は、日常もののアニメと「日常の謎」系のミステリには日常描写の中になんらかのギャップ・意外性を織り込まなければならない点を共通性として挙げる。ここで小森はアニメ『日常』が具体的に空気系の特徴を持ちながら印象がまるで異なること、オチとなるギャップのなさを指摘し、近年の「日常の謎」ジャンルに見られる謎と解明のギャップの弱い作品を対比あせ、時代相を反映した並走関係にあると評した。

## ジャンル名について
前島賢の『セカイ系とは何か』（2010年）によると、「空気系」という言葉は2006年にインターネット上で生じたものだとという。本書は「日常系」という言葉も併記しているが、特に違いは述べていない。「日常系」については『ライトノベル研究序説』（2009年）でもインターネット由来の用語として紹介しており、まだ定着していない概念としたうえで、こちらは別の呼び方として「空気系」を挙げている。
このほか、
- 宇野常寛の評論では『ゼロ年代の想像力』（2008年）[20]や『思想地図〈vol.4〉』の記事（2009年）[71]では「空気系」のみを書いているが、後の著書『リトル・ピープルの時代』（2011年）[72]で「空気系（日常系）」として紹介している。
- 『“日常系アニメ”ヒットの法則』（2011年）は「日常系」を主題とした本だが「空気系」という言葉も紹介し、区別されることがあると記述しているものの、差は述べず同じものとする立場を取っている[73]。
- 上記の「空気系」論を対象とした批評である広瀬正浩、禧美智章の前出の論においても「日常系」を同じものとしており、意味の違いには言及していない。
- ネット上の記事でも同じものとして解説しているものが複数[74][75][76][77]。

上記の通り、空気系と日常系は同じもの、あるいは空気系の新しい呼び名が日常系であるとして扱われることが多く、上記文献に使い分けを説明したものはない。
アニプレックスプロデューサーの高橋祐馬は2010年に「『ARIA』があって、『らき☆すた』があって。日常系なんて呼び方が共通語になった感じ」と述べ、同じくアニプレックスプロデューサーの岩上敦宏も「日常系」の語を用いており、この時点で製作側にも「日常系」の呼び名が浸透していることが分かる。2010年代以降、評論以外の分野では作品、出版社の紹介などで「日常系」というジャンルを称することが増えたほか、タイトルに「日常」や「日常系」を含むもの（『日常』、『男子高校生の日常』、『異能バトルは日常系のなかで』等）も多数登場している。
本ジャンルに該当する作品を多数連載する芳文社の「きらら」とつく漫画雑誌名から「きらら系」、日本国外ではCGDCT（Cute Girls Doing Cute Things、かわいい女の子がかわいいことをする）という呼び名もある。